# Касаткін Вадим Федорович
Вадим Федорович Касаткін (21 листопада 1945, Кам'янець-Подільський — 25 травня 2023, Ростов-на-Дону) — радянський та російський хірург-онколог. Доктор медичних наук, професор. Заслужений лікар Російської Федерації. Член-кореспондент РАН (2014), заслужений діяч науки Російської Федерації.

## Біографія
Вадим Федорович Касаткін народився 21 листопада 1945 року в Кам'янці-Подільському в сім'ї військовослужбовця. 1969 року закінчив лікувально-профілактичний факультет Ростовського державного медичного інституту.
Оскільки в інституті була військово-морська кафедра, то частина випускників із розподілу пішла служити на флот. Серед них був і Вадим. На Червонопрапорному Чорноморському флоті він працював начальником медичної служби підводного човна. У роки служби навчався на курсах удосконалення лікарів при Центральному шпиталі Чорноморського флоту, де отримав спеціалізацію хірурга.
Після демобілізації один рік працював лікарем-хірургом поліклініки № 12 у Ростові-на-Дону. У 1972 році вступив до ординатури кафедри хірургічних хвороб № 2 Ростовського державного медичного інституту. 1975 року, після її закінчення, працював в інституті лікарем-хірургом, потім — асистентом кафедри хірургії № 2.
1984 року Вадим Федорович захистив кандидатську дисертацію на тему: «Неспроможність стравохідних анастомозів». Його науковим керівником був професор медичних наук В. І. Русаков. З 1987 року працював у Ростовському науково-дослідному онкологічному інституті завідувачем торакоабдомінального відділення.
В інституті Вадим Касаткін створив стравохідне відділення. Робив операції найвищої хірургічної складності, такі як екстирпація стравоходу, пластика стравоходу, гастроектомії, панкреатодуоденальні резекції, анатомічні та розширені резекції печінки, евісцерації органів малого тазу. За роки роботи їм було виконано близько 15 000 операцій.
У 2000 році захистив докторську дисертацію. Його перу належать 532 наукові роботи, серед яких 8 монографій та 118 винаходів. Ним було створено наукову школу з підготовки лікарських кадрів. Під його керівництвом у різний час було підготовлено та захищено 5 докторських та 36 кандидатських дисертацій.
У 2004 році Касаткіна було обрано членом-кореспондентом Російської Академії медичних наук.
2019 року через напад родича однієї з пацієнток Вадим Федорович був позбавлений можливості оперувати. В результаті ножових поранень він практично осліп — частково бачив тільки на праве око.
Помер 25 травня 2023 року на 78-му році життя. Похований 27 травня на Північному цвинтарі Ростова-на-Дону.

## Нагороди та звання
- Заслужений лікар Російської Федерації (1993)
- Заслужений лікар республіки Інгушетія (2006)
- Відмінник охорони здоров'я (1990)
- Медаль ордену «За заслуги перед Батьківщиною» ІІ ступеня
- Іменний годинник від Президента РФ Володимира Путіна